# Hippolysmata wurdemanni
Hippolysmata wurdemanni är en kräftdjursart. Hippolysmata wurdemanni ingår i släktet Hippolysmata och familjen Hippolytidae. Inga underarter finns listade i Catalogue of Life.